# Вега-дель-Гвадалькивир
Вега-дель-Гвадалькивир (исп. Vega del Guadalquivir)  — район (комарка) в Испании, входит в провинцию Севилья в составе автономного сообщества Андалусия.

## Муниципалитеты
| Муниципалитет               | Население | Площадь км² | Плотность населения чел./км² |
| --------------------------- | --------- | ----------- | ---------------------------- |
| Алькала-дель-Рио            | 9.484     | 83          | 114,27                       |
| Альколеа-дель-Рио           | 3.356     | 50          | 67,12                        |
| Бренес                      | 11.820    | 22          | 537,27                       |
| Бургильос                   | 4.510     | 42          | 107,38                       |
| Кантильяна                  | 9.744     | 107         | 91,07                        |
| Ла-Альгаба                  | 13.764    | 18          | 764,67                       |
| Лора-дель-Рио               | 19.077    | 292         | 65,33                        |
| Пеньяфлор                   | 3.719     | 85          | 43,75                        |
| Тосина                      | 9.166     | 14          | 654,71                       |
| Вильянуэва-дель-Рио-и-Минас | 5.217     | 154         | 33,88                        |
| Вильяверде-дель-Рио         | 6.780     | 41          | 165,37                       |